# Trichosteleum procerum
Trichosteleum procerum är en bladmossart som beskrevs av Hugh Neville Dixon 1935. Trichosteleum procerum ingår i släktet Trichosteleum och familjen Sematophyllaceae. Inga underarter finns listade i Catalogue of Life.